# La ametralladora
La ametralladora es una coproducción hispano-italiana dirigida por Paolo Bianchini y protagonizada por Robert Woods. Estrenada en el año 1969, la película está ambientada en la temática del «Spaghetti Western».

## Argumento
La película está basada en las vicisitudes del inventor de la ametralladora que lleva su nombre, Richard J. Gatling.